# Schenck (Familienname)
Schenck ist ein deutscher Familienname.

## Namensträger

### A
- Abraham H. Schenck (1775–1831), US-amerikanischer Politiker
- Adolf Schenck (1857–1936), deutscher Geograph und Mineraloge
- Adolph Schenck (1803–1878), deutscher Lehrer und Insektenkundler
- Anna Pendleton Schenck (1874–1915), US-amerikanische Architektin
- Aubrey Schenck (1908–1999), US-amerikanischer Filmproduzent
- August Schenck (Richter) (1744–1806), deutscher Richter
- August Schenck zu Schweinsberg (1867–1948), preußischer Generalmajor, Erbschenk in Hessen
- August Friedrich Schenck (1828–1900), deutscher Maler

### B
- Bernhard von Schenck (1851–1934), deutscher Offizier und Landrat

### C
- Carl Schenck (Politiker) (1805–1868), deutscher Politiker, MdL Nassau
- Carl Schenck (Unternehmer) (1835–1910), deutscher Unternehmer
- Carl Alwin Schenck (1868–1955), deutscher Forstwissenschaftler
- Carl Ludwig von Schenck (1752–1821), deutscher Hofbeamter
- Carl Theodor Schenck (1798–1871), deutscher Jurist
- Carl Wilhelm Schenck zu Schweinsberg (1805–1869), hessischer Offizier und Parlamentarier
- Christof Schenck (* 1962), deutscher Biologe
- Christoph Daniel Schenck (1633–1691), deutscher Bildhauer

### D
- Dedo von Schenck (General) (1853–1918), deutscher General der Infanterie
- Dedo von Schenck (Diplomat) (1922–1975), deutscher Jurist und Diplomat
- Dorothea Schenck (* 1971), deutsche Schauspielerin

### E
- Eduard von Schenck (1823–1897), deutscher Majoratsherr und Politiker, MdR
- Emil Schenck (1868–1957), deutscher Ingenieur und Fabrikant
- Ernst Schenck (Politiker) (1782–1846), deutscher Beamter und Politiker
- Ernst Günther Schenck (1904–1998), deutscher Arzt und SS-Obersturmbannführer
- Eusebius Schenck (1569–1628), deutscher Mediziner

### F
- Ferdinand Schenck zu Schweinsberg (1765–1842), deutscher Jurist und Politiker
- Ferdinand Schureman Schenck (1790–1860), US-amerikanischer Politiker
- Frederick Emil Eberhard Schenck (1849–1908), britischer Bildhauer und Designer deutscher Herkunft
- Friedrich Schenck (Politiker, 1770) (1770–1854), deutscher Politiker (Nassau)
- Friedrich Schenck (Politiker, 1790) (1790–1868), deutscher Richter und Politiker, MdL Hessen
- Friedrich von Schenck (Politiker) (1822–1887), deutscher Rittergutsbesitzer und Politiker, MdR
- Friedrich Schenck (Politiker, 1827) (1827–1900), deutscher Politiker (Nassau) und Genossenschaftsfunktionär
- Friedrich von Schenck (Industrieller) (1851–1912), deutscher Unternehmer und Verbandsfunktionär
- Friedrich Schenck von Winterstädt (1603–1659), deutscher Staatsmann
- Fritz Schenck (Friedrich Wilhelm Julius Schenck; 1862–1916), deutscher Physiologe

### G
- Georg Schenck (1785–1857), deutscher Kaufmann und Politiker
- Georg Friedrich Schenck (* 1953), deutscher Pianist und Hochschullehrer
- George Schenck (George W. Schenck; 1942–2024), US-amerikanischer Drehbuchautor und Produzent
- Gerhard Schenck (1904–1993), deutscher Pharmazeut und Hochschullehrer
- Gottfried Anton Schenck (1699–1779), deutscher Pfarrer, Chronist und Dichter
- Günther Otto Schenck (1913–2003), deutscher Chemiker und Hochschullehrer

### H
- Hans Schenck (nach 1500–um 1566), deutscher Bildhauer
- Heinrich Schenck (Johann Heinrich Rudolf Schenck; 1860–1927), deutscher Botaniker
- Heinrich Balduin von Schenck (1666–1736), Geheimer Rat
- Hermann von Schenck (1824–1911), deutscher Generalleutnant
- Hermann Schenck (Lehrer) (1829–1912), deutscher Maler und Pädagoge
- Hermann Schenck (1900–1991), deutscher Eisenhüttenkundler und Hochschullehrer
- Hermann Schenck zu Schweinsberg († 1521), hessischer Amtmann, Statthalter und Ritter vom Heiligen Grab, siehe Hermann Schenk zu Schweinsberg
- Hilbert Schenck (1926–2013), amerikanischer Science-Fiction-Autor

### J
- Jacob Schenck (um 1508–1554), deutscher Theologe und Reformator
- Jochen Schenck (1929–2016), deutscher Schauspieler
- Johann Schenck zu Schweinsberg (1460–1506), deutscher Adliger und Marschall, siehe Johann Schenk zu Schweinsberg
- Johann Friedrich Schenck (1790–1868), deutscher Richter und Politiker, MdL Hessen, siehe Friedrich Schenck (Politiker, 1790)
- Johann Georg Schenck von Grafenberg (um 1560–1620), deutscher Mediziner
- Johann Heinrich Schenck (1798–1834), deutscher Mediziner
- Johann Theodor Schenck (1619–1671), deutscher Mediziner und Botaniker
- Johannes Schenck (auch Johann Schenck; 1660–nach 1712), deutsch-niederländischer Komponist und Gambist
- Johannes Schenck von Grafenberg (auch Johann Schenck von Grafenberg; 1531–1598), deutscher Mediziner
- Joseph Schenck (1878–1961), US-amerikanischer Filmindustrieller

### K
- Karl Schenck (1805–1868), nassauischer Jurist und Politiker, siehe Carl Schenck (Politiker)
- Karl von Schenck (1830–1890), preußischer Generalmajor, siehe Karl von Schenk (General)
- Karl Schenck (Politiker, 1831) (1831–1902), deutscher Jurist und Politiker (NLP), MdL Hessen
- Karl Friedrich Schenck (1781–1849), deutscher Amtsvogt und Autor
- Kersten von Schenck (1868–1924), deutscher Verwaltungsbeamter
- Kurt Schenck zu Schweinsberg (1858–1929), deutscher Verwaltungsbeamter, Rittergutsbesitzer, Kirchenpolitiker und Parlamentarier

### L
- Ludwig Schenck zu Schweinsberg (1767–1847), Mitglied der Ersten Kammer der Landstände des Großherzogtums Hessen
- Luise Schenck (1839–1918), deutsche Schriftstellerin

### M
- Marcia C. Schenck (* 1986), deutsche Historikerin und Hochschullehrerin
- Martin Schenck (1876–1960), deutscher Biochemiker und Hochschullehrer
- Matthias Schenck (1517–1571), deutscher Schulmann und Bibliothekar

### N
- Naomi Schenck (* 1970), deutsche Szenenbildnerin, Fotografin und Autorin
- Nicholas Schenck (1881–1969), US-amerikanischer Filmschaffender

### P
- Paul F. Schenck (1899–1968), US-amerikanischer Politiker
- Peter Schenck (1660–1718), deutscher Kupferstecher und Kartograf, siehe Peter Schenk der Ältere
- Peter Schenck (1698–1775), deutscher Kupferstecher und Kartograf, siehe Peter Schenk der Jüngere
- Peter Schenck (Maler) (* 1983), US-amerikanischer Maler

### R
- Richard Schenck (1900–1979), deutscher Politiker (SPD)
- Robert Cumming Schenck (1809–1890), US-amerikanischer General, Diplomat und Politiker
- Rudolf Schenck (1870–1965), deutscher Chemiker und Mineraloge

### T
- Thorsten Schenck, deutscher Basketballspieler

### W
- Wilhelm Schenck zu Schweinsberg (1809–1867), deutscher Jurist, Verwaltungsbeamter und Politiker
- Wilhelm Christian Schenck zu Schweinsberg (1809–1874), deutscher Kammerherr, Abgeordneter der Zweiten Kammer der Landstände des Großherzogtums Hessen
- William Schenck († 1982), US-amerikanischer Angestellter, deutsches Mordopfer, siehe Helmut Oxner
- Wolfgang Schenck (Offizier) (1913–2010), deutscher Luftwaffenoffizier
- Wolfgang Schenck (Schauspieler) (1934–2024), deutscher Schauspieler
- Wolfgang Friedrich von Schenck (1768–1848), deutscher Politiker